# Eric Carle
Eric Carle (Siracusa, Nueva York, 25 de junio de 1929-Northampton, Massachusetts, 23 de mayo de 2021) fue un escritor e ilustrador de libros infantiles estadounidense, criado en Alemania. Ilustró más de setenta libros y vendió 88 millones de copias.

## Biografía
Conocido sobre todo por La oruguita glotona, un volumen desplegable y taladrado que convierte el libro en juguete y da forma autónoma a la trama narrativa. Carle posee una técnica muy reconocible, que podría definirse como «collage impresionista», con las figuras casi siempre recortadas sobre fondo blanco. 
En 2019, un equipo de científicos descubrió una nueva especie de araña de la familia Salticidae de aspecto muy similar a la oruga glotona que fue bautizada como Uroballus Carlei en homenaje al autor, como celebración del cincuenta aniversario de la publicación del libro y el noventa aniversario del escritor.

## Obras traducidas al español
- El grillo silencioso
- La pequeña mariquita insolente (o La mariquita gruñona, según las ediciones)
- El pequeño ratón busca un amigo
- La pequeña oruga glotona (o La oruguita glotona)
- El camaleón camaleónico
- Papá, por favor, consígueme la luna
- Don Caballito de Mar
- Oso pardo, oso pardo, ¿qué ves ahí?